# Piper obrutum
Piper obrutum är en pepparväxtart som beskrevs av Trel. & Yunck.. Piper obrutum ingår i släktet Piper och familjen pepparväxter. Inga underarter finns listade i Catalogue of Life.